# Bernard Boiyo
Bernard Reuban Boiyo (1º gennaio 1967) è un ex maratoneta keniota.

## Competizioni internazionali
1994
- 14º al Giro podistico internazionale di Pettinengo ( Pettinengo), 13 km - 38'07"
- Oro alla Best Woman ( Fiumicino) - 29'04"

1995
- Oro alla Maratona di Firenze ( Firenze) - 2h15'16"
- 6º alla Mezza maratona di Nizza ( Nizza) - 1h03'10"
- Argento alla Maratonina della Valle dei Laghi ( Pietramurata) - 1h04'24"
- 19º alla Marseille-Cassis ( Marsiglia), 20,3 km - 1h04'42"
- Oro alla Best Woman ( Fiumicino) - 29'04"
- 4º alla 10 km di Soultz-Haut-Rhin ( Soultz-Haut-Rhin) - 29'16"
- 4º alla 10 km di San Giovanni Valdarno ( San Giovanni Valdarno) - 29'34"
- 4º alla Scalata al Castello ( Policiano), 9,6 km - 29'06"
- Bronzo al Cross dei Campioni ( Cesena) - 29'25"

1996
- Argento alla Maratona di Firenze ( Firenze) - 2h15'36"
- 18º alla Maratona di Ferrara ( Ferrara) - 2h29'03"
- Bronzo alla Mezza maratona di Ferrara ( Ferrara) - 1h04'02"
- Oro alla Firenze-Fiesole-Firenze ( Firenze), 20,7 km - 1h06'06"
- 5º alla Selinunte Run ( Trapani), 16,3 km - 46'07"
- 5º alla Corrida di San Geminiano ( Modena), 14,1 km - 41'59"
- 4º al Palio di Matilde ( Vezzano sul Crostolo), 13,5 km - 48'02"
- Oro alla Capodanno di Corsa ( San Giovanni Valdarno), 13,4 km - 38'38"
- Oro alla Passato e Presente ( Castelnuovo Berardenga), 12 km - 38'33"
- 11º al Trofeo Sant'Agata ( Catania), 11,5 km - 34'22"
- 12º al Giro podistico internazionale di Castelbuono ( Castelbuono), 11,2 km - 35'02"
- Argento alla Fine Anno ( Livorno), 11 km - 35'13"
- 10º al Miglianico Tour ( Miglianico), 10,5 km - 32'44"
- 5º alla Vivitermoli ( Termoli) - 29'03"
- 4º alla Best Woman ( Fiumicino) - 29'23"
- 6º a La Matesina ( Bojano) - 29'41"
- Bronzo alla Gonnesa Corre ( Gonnesa), 7 km

1997
- 16º alla Maratona di Francoforte ( Francoforte sul Meno) - 2h20'18"
- 20º alla Maratona di Roma ( Roma) - 2h30'50"
- 4º alla Maratona di Colonia ( Colonia) - 2h14'18"
- Oro alla Maratona dell'Alto Adige ( Egna) - 2h16'59"
- Oro alla Maratonina dei Tre Comuni ( Nepi), 22,3 km - 1h11'04"
- Argento alla Mezza maratona di Marrakech ( Marrakech) - 1h01'46"
- Argento alla Mezza maratona di Trieste ( Trieste) - 1h02'16"
- Oro alla Mezza maratona di Alessandria ( Alessandria) - 1h03'52"
- 5º al Cross dei Campioni ( Cesena) - 29'47"

1998
- 45º alla Maratona di Berlino ( Berlino) - 2h28'08"
- 27º alla Maratona di Rotterdam ( Rotterdam) - 2h20'49"
- Bronzo alla Maratona di Colonia ( Colonia) - 2h13'24"
- Oro alla Maratona dell'Alto Adige ( Egna) - 2h15'02"
- Oro alla Mezza maratona di Nyíregyháza ( Nyíregyháza) - 1h06'08"
- 7º alla Ko-Lauf ( Düsseldorf) - 29'08"

2000
- 13º alla Route du Vin Half Marathon ( Remich) - 1h05'44"
- Bronzo alla Mezza maratona di Bordeaux ( Bordeaux) - 1h05'53"
- 10º alla Mezza maratona di Boulogne-Billancourt ( Boulogne-Billancourt) - 1h07'39"
- Argento alla Foulées Monterelaises ( Montereau) - 29'53"
- 21º alla 10 km di Saint-Laurent-Blangy ( Saint-Laurent-Blangy) - 31'10"